# Freila
Freila település Spanyolországban, Granada tartományban. Freila Cuevas del Campo, Zújar, Baza, Guadix, Gorafe és Dehesas de Guadix községekkel határos. Lakosainak száma 922 fő (2024).

## Népesség
A település népessége az elmúlt években az alábbi módon változott:
| Lakosok száma | 931  | 1019 | 1074 | 1109 | 1092 | 985  | 894  | 918  | 936  | 922  |
|               | 2001 | 2004 | 2006 | 2009 | 2011 | 2014 | 2016 | 2019 | 2021 | 2024 |